# Bracon pyralidiphagus
Bracon pyralidiphagus är en stekelart som först beskrevs av Muesebeck 1925.  Bracon pyralidiphagus ingår i släktet Bracon och familjen bracksteklar. Inga underarter finns listade.